# Moxonidin
Moxonidin ist ein Arzneistoff, der zur Behandlung der essentiellen Hypertonie (Bluthochdruck) verwendet wird. Er ist ein Analogon zum ebenfalls blutdrucksenkenden Wirkstoff Clonidin und zählt zu den Imidazolinderivaten. Das 1980 der Beiersdorf AG erteilte Patent ist abgelaufen, nun ist Moxonidin als Generikum im Handel.

## Pharmakologie

### Wirkmechanismus
Der Wirkstoff dringt aufgrund seiner Lipophilie schnell in das zentrale Nervensystem (ZNS) vor und wirkt dort als Agonist an postsynaptischen α2-Adrenozeptoren am Nucleus tractus solitarii, einer Schaltstelle der Blutdruckregulation, wodurch der Sympathikotonus und somit der Blutdruck gesenkt wird. Zusätzlich werden die peripheren präsynaptischen α2-Adrenozeptoren stimuliert, was zu einer verminderten Noradrenalinfreisetzung führt. Der stärkste Effekt, die blutdrucksenkende Wirkung betreffend, folgt durch die Wirkung als Agonist am Imidazolin-Rezeptor, u. a. in der ventrolateralen Medulla oblongata, die beim Moxonidin viel stärker ausgeprägt ist als beim Clonidin, und wodurch es wiederum zu einer Hemmung der Sympathikus-Aktivität kommt.

### Anwendung
Moxonidin wird hauptsächlich zur Behandlung der essentiellen arteriellen Hypertonie ohne bekannte Ursache eingesetzt, wofür die Substanz auch zugelassen ist. Außerdem wird sie als Antihypertonikum zur Linderung der Beschwerden bei Opiatentzug verwendet.

### Pharmakokinetik
Der Wirkstoff wird rasch resorbiert und schnell an den Wirkort in das zentrale Nervensystem transportiert. Die Plasmahalbwertszeit beträgt ca. 2–3 Stunden und die sich anschließende Elimination erfolgt renal (über die Niere).

### Nebenwirkungen
Aufgrund der Senkung des Sympathikotonus kann es zu Mundtrockenheit, Benommenheit, Hypotonie, Libido- und Potenzstörungen kommen. Durch die Doppelwirkung auf die α2- und Imidazolin-Rezeptoren ist eine Retention von Natrium-Ionen und somit eine Neigung zur Ödembildung möglich.
Zu Beginn der Behandlung kann es zu einem starken Blutdruckabfall mit Schwindel und Kopfschmerzen kommen.
Ein plötzliches Absetzen ist unbedingt zu vermeiden, da es zu einem massiven Blutdruckanstieg (Blutdruck-Rebound) kommen kann.

### Wechselwirkungen
Durch den Agonismus an α2-Adrenozeptoren wird die Wirkung von Neuroleptika, Hypnotika und Alkohol verstärkt.

### Kontraindikationen
Begründet durch den komplexen Wirkmechanismus gibt es zahlreiche grundsätzliche Kontraindikationen (Auswahl):
- maligne Arrhythmien
- Herzinsuffizienz NYHA II-IV
- instabile Angina Pectoris
- Angioödem
- Schwangerschaft und Stillzeit

Außerdem gibt es etliche Empfehlungen, wo der Arzneistoff wegen fehlender Therapieerfahrung und eines möglichen Wechselwirkungspotentials nicht eingesetzt werden sollte (Auswahl):
- Claudicatio intermittens (Periphere arterielle Verschlusskrankheit)
- Morbus Raynaud
- Morbus Parkinson
- epileptischen Erkrankungen
- Glaukom[6]

### Wirkstärken und Dosierung
Moxonidin steht in den Wirkstärken 0,2–0,3 und 0,4 mg zur Verfügung und wird standardmäßig mit 0,2–0,4 mg pro Tag eingesetzt, wobei darauf zu achten ist, dass die maximale Einzelgabe 0,4 mg und die Tagesgesamtdosis 0,6 mg nicht überschreitet.

## Handelsnamen
Monopräparate
Cynt (D), Normohex, Moxonibene (A), Physiotens (D, CH), zahlreiche Generika (D, A)